# Escritura insular
La caligrafía o escritura insular fue un sistema de escritura medieval que se originó en Irlanda; se extendió a la Inglaterra anglosajona y la Europa continental bajo la influencia del cristianismo irlandés. Los misioneros irlandeses llevaron la escritura a Europa continental, donde fundaron monasterios como Bobbio. Las escrituras también se utilizaron en monasterios como Fulda, que fueron influenciados por misioneros ingleses. Están asociados con el arte insular, del cual la mayoría de los ejemplos que se conservan son manuscritos iluminados. Influyó mucho en la ortografía irlandesa y las escrituras gaélicas modernas en la escritura a mano y los tipos de letra.
La escritura insular comprende una familia diversa de escrituras que se utilizan para diferentes funciones. En la parte superior de la jerarquía estaba el semiuncial insular (o «mayúscula insular»), utilizado para documentos importantes y textos sagrados. El uncial completo, en una versión llamada «uncial inglés», se utilizó en algunos centros ingleses. Luego, «en orden descendente de formalidad y mayor velocidad de escritura» llegó el «set minúsculo», «minúscula cursiva» y «minúscula actual». Estos se utilizaron para textos no bíblicos, cartas, registros contables, notas y todos los demás tipos de documentos escritos.

## Origen
Las escrituras se desarrollaron en Irlanda en el siglo VII y se utilizaron hasta el siglo XIX, aunque su período más floreciente estuvo entre 600 y 850. Estaban estrechamente relacionados con los caligrafía uncial y semiuncial, sus influencias inmediatas; el grado más alto de escritura insular es la mayúscula insular medio uncial, que se deriva estrechamente de la misma escritura continental.

## Apariencia

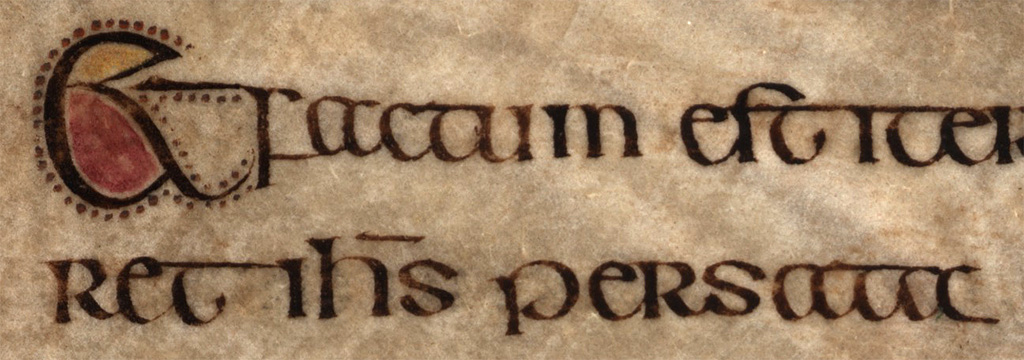
Evangelios de San Chad: «Et factum est iter [um cum sabbatis ambula] ret Iesus per sata» (Marcos 2:23, p. 151)

Relación simplificada entre varias escrituras, mostrando el desarrollo del uncial del romano y del griego.

Las obras escritas en escrituras insulares suelen utilizar letras iniciales grandes rodeadas de puntos de tinta roja (aunque esto también se dé en otras escrituras escritas en Irlanda e Inglaterra). Las letras que siguen una inicial grande al comienzo de un párrafo o sección a menudo disminuyen gradualmente de tamaño a medida que se escriben en una línea o una página, hasta que se alcanza el tamaño normal, lo que se denomina efecto diminuendo y es una distintiva innovación insular, que más tarde influyó en el estilo de iluminación continental. Las letras con ascendentes (b, d, h, l, etcétera) se escriben con tapas triangulares o en forma de cuña. Los arcos de cartas, tales como b, d, p, y q son muy amplios. La escritura usa muchas ligaduras y tiene muchas abreviaturas de amanuense únicas, junto con muchos préstamos de notas tironianas.
La escritura insular se extendió a Inglaterra por la misión hiberno-escocesa; anteriormente, la escritura uncial había sido traída a Inglaterra por Agustín de Canterbury. Las influencias de ambas escrituras produjeron el sistema insular de escritura. Dentro de este sistema, el paleógrafo Julian Brown identificó cinco grados, con formalidad decreciente:
- Insular semiuncial, o «mayúscula irlandesa»: la más formal; se reservó para rúbricas (direcciones resaltadas) y otras exhibiciones después del siglo IX.[1]
- Minúscula híbrida insular: la más formal de las minúsculas, llegó a usarse para los libros formales de la iglesia cuando disminuyó el uso de la «mayúscula irlandesa».[1]
- Conjunto insular minúsculo
- Minúscula cursiva insular
- Minúscula corriente insular: la menos formal;[2] corriente aquí significa 'rápido'.[3]

Brown también ha postulado dos fases de desarrollo para esta escritura, la Fase II siendo principalmente influenciada por ejemplos romanos unciales, desarrollados en Wearmouth-Jarrow y tipificados por los Evangelios de Lindisfarne.

## Uso
La escritura insular se usó no solo para los libros religiosos latinos, sino también para cualquier otro tipo de libro, incluidas las obras vernáculas. Los ejemplos incluyen el Libro de Kells, el Cathach de St. Columba, el Ambrosiana Orosius, el Libro de Durrow, los Evangelios de Durham, los Evangelios de Echternach, los Evangelios de Lindisfarne, los Evangelios de Lichfield, el Libro de los Evangelios de San Galo y el Libro de Armagh.
La escritura insular influyó en el desarrollo de la minúscula carolingia en la scriptoria del imperio carolingio.
En Irlanda, la escritura insular fue reemplazada en c. 850 por la escritura insular tardía; en Inglaterra, fue seguida por una forma minúscula de Caroline.
El signo tironiano et ⟨⁊⟩ –equivalente de &– era de uso generalizado en la escritura (que significa agus, 'y' en irlandés, y ond, 'y' en inglés antiguo) y, ocasionalmente, se continúa en los tipos de letra gaélicos modernos derivados de la escritura insular.

## Unicode
Hay solo unas pocas letras insulares codificadas; estas se muestran a continuación, pero la mayoría de las fuentes solo mostrarán U+1D79 (ᵹ). Para mostrar los demás caracteres, se pueden utilizar varias fuentes; tres gratuitos que admiten estos caracteres son Junicode, Montagel y Quivira. Gentium y Charis SIL admiten las letras alfabéticas (U+A77x y U+A78x).